# Lubna Azabal
Lubna Azabal (ur. 15 sierpnia 1973 w Brukseli) – belgijska aktorka filmowa i telewizyjna.

## Kariera
Urodziła się 15 sierpnia 1973 w Brukseli w rodzinie marokańsko-hiszpańskiej. Po ojcu włada językiem berberyjskim. Ukończyła Królewskie Konserwatorium w Brukseli.
W 2001 zagrała rolę Sary we francusko-hiszpańskim dramacie Daleko w reżyserii André Téchiné. Film startował w konkursie głównym na 58. MFF w Wenecji. W 2005 wystąpiła u boku Kaisa Nashefa i Ali Sulimana w powstałym w koprodukcji kryminale politycznym Przystanek Raj w reżyserii Hany Abu-Assada, wcielając się w rolę Suhy. Obraz był nominowany do Oscara dla najlepszego filmu nieanglojęzycznego, nagrodzono go również w tej kategorii Złotym Globem. W 2008 Ridley Scott powierzył Azabal rolę Cali w filmie sensacyjnym W sieci kłamstw.
Kolejnymi filmami z udziałem aktorki były m.in.: Siostry (2009, reż. Éléonore Faucher), Pogorzelisko (2010, reż. Denis Villeneuve), Niewolnica (2010, reż. Gabriel Range), Droga pod wiatr (2011, reż. Jalil Lespert), Tylko tu (2011, reż. Braden King), Koriolan (2011, reż. Ralph Fiennes), Tel Awiw w ogniu (2018, reż. Sameh Zoabi), Maria Magdalena (2018, reż. Garth Davis), Turkusowa suknia (2022).
W 2010 aktorkę wyróżniono na Warszawskim Festiwalu Filmowym za jej rolę w Pogorzelisku. Azabal przewodniczyła obradom jury sekcji „Cinéfondation" i filmów krótkometrażowych na 77. MFF w Cannes (2024).